# Guerra Chiquita
La Guerra Chiquita (1879-1880) fue el segundo de los tres conflictos de las guerras cubanas de independencia contra España. Fue la continuación de la Guerra de los Diez Años (1868-1878) y precedió a la Guerra de Independencia cubana (1895-1898). Finalizó con el triunfo de España. 
Comenzó el 26 de agosto de 1879, y luego de algunos sucesos menores, la guerra terminó a finales de 1880. El 24 de agosto de 1879 se escuchó el grito: «¡Independencia o muerte!» en los campos de las inmediaciones de Rioja, próximo a la oriental ciudad de Holguín y posteriormente se extendió hacia la región de Gibara.

## Causas de la Guerra Chiquita
La Guerra de los Diez Años (1868-1878) había terminado como un fracaso. El Pacto de Zanjón frustró casi cualquier idea independentista. El descontento, insatisfacción e incumplimiento de promesas llevaron a algunos  cubanos a un nuevo alzamiento.

## Desarrollo

### Organización

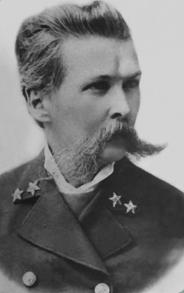
El general cubano Calixto García en la época de la guerra.

En Santiago de Cuba, el general Guillermón Moncada apresuraba también el levantamiento, internándose en los montes. En 1878 quedó constituido el Comité Revolucionario de la Emigración Cubana, llamado asimismo "Comité de los Cinco" que, bajo la presidencia de José Francisco Lamadrid, se encargó de la búsqueda de vías de auxilio a los combatientes que continuaban la lucha en la isla; además de llevar adelante la organización, preparación y dirección de un nuevo período de lucha armada. 
El fin de la Guerra de los Diez Años se imponía inexorablemente. La contribución de los emigrados fue efectiva. Se incorporó el mayor general Calixto García a su dirección, y asumió como nuevo nombre el de Comité Revolucionario Cubano.
La voluntad de lucha era desigual. La fatiga acumulada tras diez años de combates, pesaba mucho sobre casi todo el mundo, incluso entre los rebeldes más ardorosos. Eso se manifestó claramente en la desunión e innumerables contradicciones que lastraron el desempeño conspirativo. El alcance nefasto de estos problemas se pondría en evidencia al iniciarse los alzamientos armados en agosto de 1879. Dentro y fuera de Cuba se crearon clubes secretos en apoyo a la lucha.

### La lucha en Cuba
No hubo muchos combates en esta guerra. Los pocos efectuados terminaron con reveses para los cubanos. A pesar de la disposición de los mambises, existía escasez de balas y el entrenado ejército español era muy superior.

### Causas del fracaso
Pero la ausencia en la ínsula de jefes militares de gran importancia para la dirección de la lucha, como Antonio Maceo y Calixto García, la carencia de armamentos y municiones y de ayuda exterior, condicionaban el desaliento de las tropas y la falta de fe en la victoria. 
La fatiga y el desánimo de muchos combatientes tras la Gran Guerra, redujo sustancialmente el número de combatientes dispuestos a embarcarse en una nueva lucha, cuando solo habían transcurrido pocos meses tras el Pacto del Zanjón. Al mismo tiempo, por el tan poco tiempo transcurrido, el ejército español no se había dispersado o desmovilizado, de manera que disponía de todos los recursos necesarios para aplastar la nueva lucha.
En occidente, los principales dirigentes del levantamiento fueron apresados y en el resto de la nación muchos líderes, entre ellos el propio Calixto García, se vieron forzados a capitular en 1879 y 1880.

### Importancia histórica
Aunque fracasó, la Guerra Chiquita demostró que el problema cubano no estaba resuelto, que la guerra había terminado sobre todo por agotamiento, y que si el gobierno español no efectuaba drásticas reformas, (que nunca llegaron) la revuelta prendería de nuevo más tarde o temprano. El factor más trascendente fue el ascenso de Martí como dirigente del pueblo cubano, con lo que ganó experiencia para organizar la Guerra del 95 (1895-1898).